# Heterhydrus agaboides
Heterhydrus agaboides är en skalbaggsart som beskrevs av Leon Fairmaire 1869. Heterhydrus agaboides ingår i släktet Heterhydrus och familjen dykare. Inga underarter finns listade i Catalogue of Life.

## Bildgalleri

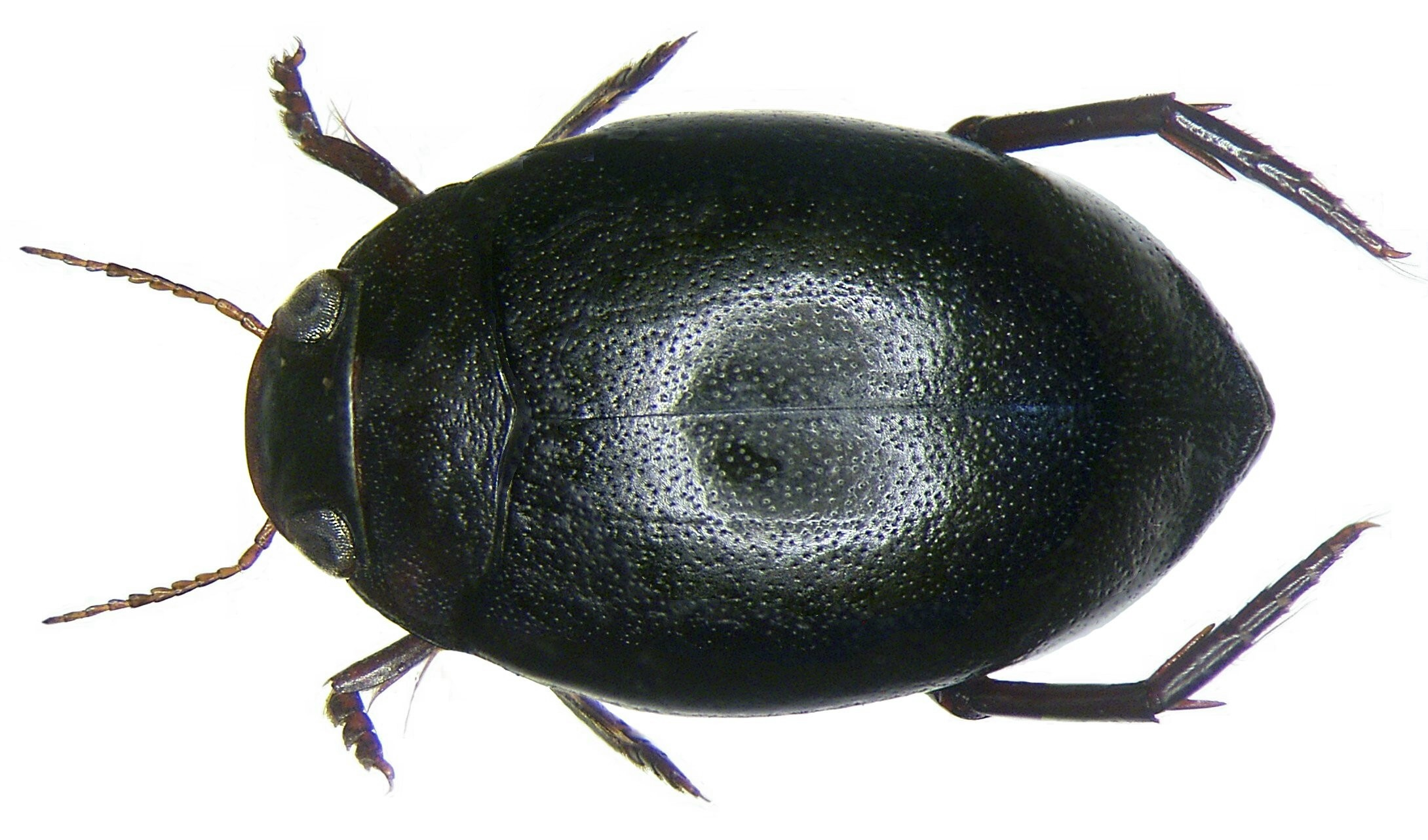